# HMS Triumph (1903)
El HMS Triumph, botado como Libertad, fue el segundo de los dos acorazados pre-dreadnought de la clase Swiftsure de la Royal Navy. El barco fue encargado por la Armada de Chile, pero fue comprado por el Reino Unido como parte del fin a la carrera armamentista naval argentino-chilena, a la vez que impedía el refuerzo de la armada imperial rusa, tras hacerse evidentes las hostilidades de Rusia con Japón, aliado británico desde 1902. Inicialmente, el Triumph fue asignado a la Home Fleet y a la Flota del Canal antes de ser transferido a la Flota del Mediterráneo en 1909. El barco se reincorporó brevemente a la Home Fleet en 1912 antes de ser transferido a los territorios de ultramar, en concreto a la China Station en 1913. El Triumph participó en la persecución de la Escuadra de Asia Oriental de Maximilian Graf von Spee y en la campaña contra la colonia alemana de Tsingtao (actual Qingdao en China), al comienzo de la Primera Guerra Mundial. El barco fue transferido al Mediterráneo oriental a principios de 1915 para participar en la Campaña de los Dardanelos contra el Imperio Otomano. Fue torpedeado y hundido frente a Gaba Tepe por el submarino alemán U-21 el 25 de mayo de 1915.

## Diseño y construcción

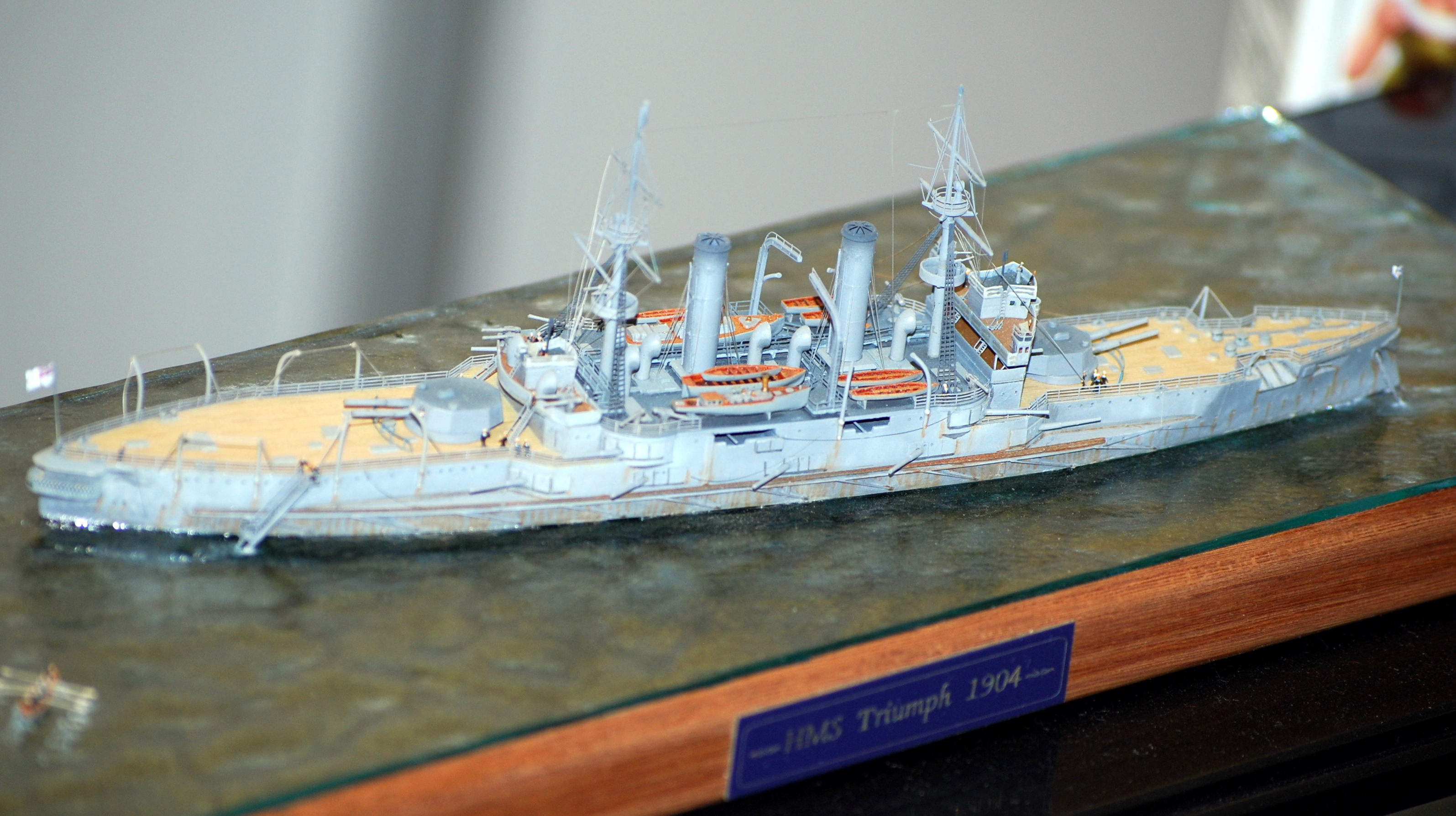
Maqueta del HMS Triumph.

La construcción del Triumph fue ordenado por Chile, con el nombre de Libertad, en respuesta a la compra argentina de dos cruceros blindados a Italia durante una época de intensas tensiones con Argentina. Una vez amainada la crisis, los problemas financieros obligaron a Chile a poner el barco a la venta a principios de 1903. Ante el dilema de que Rusia pudiera comprarlos, el Reino Unido intervino y, con financiación a través del banco comercial Antony Gibbs & Sons, compró los barcos aún incompletos a Chile el 3 de diciembre de 1903 por 2 432 000 libras esterlinas (330 millones de libras esterlinas en 2024). El barco fue diseñado según las especificaciones chilenas, en particular el requisito de caber en el dique seco tradicional de Talcahuano, siendo considerado por los británicos como acorazado de segunda clase.

### Dimensiones y tripulación
El Triumph tenía una eslora total (LOA) de 475 pies 3 pulgadas (144,86 m), una manga de 71 pies 1 pulgada (21,67 m) y un calado de 28 pies 6 pulgadas (8,69 m) a plena carga. Desplazaba 12 175 toneladas largas (12 370 t) con carga estándar y 13 840 toneladas largas (14 062 t) a plena carga. A máxima carga, tenía una altura metacéntrica de 4,01 pies (1,22 m). En 1906, la tripulación contaba con 729 oficiales y marineros.

### Propulsión
El Triumph estaba propulsado por dos motores de vapor verticales invertidos de triple expansión de cuatro cilindros, cada uno de los cuales impulsaba una sola hélice. Una docena de calderas Yarrow proporcionaban vapor a los motores, que producían un total de 12 500 HP indicados,  9300 kW (12 471,5 HP; 12 644,5 CV) que debían permitirle alcanzar una velocidad de 19,5 nudos (36,1 km/h; 22,4 mph). Los motores demostraron ser más potentes de lo previsto y el buque superó los 20 nudos (37,0 km/h; 23,0 mph) durante las pruebas de mar. Llevaba un máximo de 2048 toneladas largas (2081 t) de carbón, suficiente para navegar 6210 millas náuticas (11 501 km; 7146 mi) a 10 nudos (18,5 km/h; 11,5 mph). En servicio, la clase Swiftsure demostró ser más económica de lo esperado en principio, con un alcance estimado de 12 000 millas náuticas (22 224 km; 13 809 mi) a 10 nudos.

### Armamento

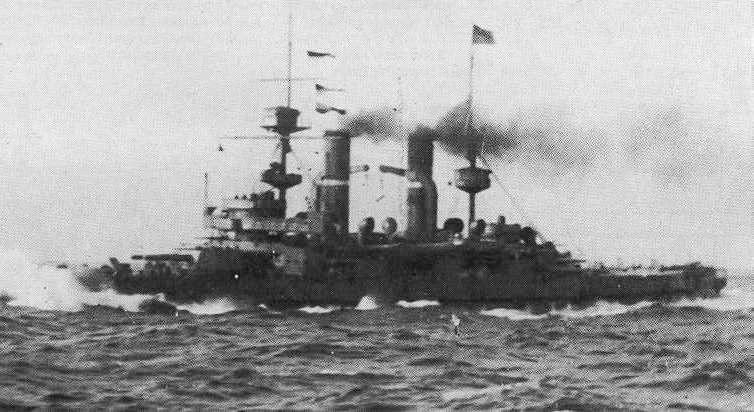
El Triumph en unas maniobras de 1908

El barco portaba cuatro cañones BL 10" Mk VII del calibre 45, con baterías principales en dos torretas gemelas, una a proa y otra a popa de la superestructura. Los cañones disparaban proyectiles de 500 libras (227 kg) a una velocidad de salida de 2656 pies por segundo (810 m/s); esto proporcionaba un alcance máximo de 14 800 yardas (13 533 m) a la elevación máxima del cañón de 13,5°. Se afirmó que el ciclo de disparo de los cañones Mk VII en el Triumph era de 20-25 segundos. Cada cañón estaba provisto de 90 proyectiles.
El armamento secundario del Triumph consistía en catorce cañones BL de 7,5 pulgadas  Mk II – V del calibre 50 largo. Diez de los cañones estaban montados en una batería central en la cubierta principal; los otros cuatro estaban en casamatas a lo largo de los palos de proa y mayor en la cubierta superior. El mayor problema era que los cañones de la cubierta principal estaban montados a baja altura, a solo unos 10 pies (3 m) sobre la lámina de agua a plena carga, y eran inutilizables a alta velocidad o con mal tiempo, ya que sumergían sus bocas en el mar cuando trabajaban escorados a más de 14°. Disparaba proyectiles de 200 libras (90,7 kg) a una velocidad de salida de 2781 pies por segundo (848 m/s), a una velocidad de cuatro disparos por minuto. Con el ángulo de elevación máxima de 15° tenían un alcance máximo de unas 14 000 yardas (12 802 m). El barco portaba 150 proyectiles por cañón.
La defensa contra los torpederos era proporcionada por catorce cañones QF (de tiro rápido) de 14 libras Mk I - Mk II que disparaban proyectiles de 14 libras (6,4 kg), pero los cañones fueron modificados para usar el proyectil estándar de 12,5 libras (5,7 kg) utilizado por el cañón QF de 12 libras y 12 cwt en servicio británico. Disparaban proyectiles de 3 pulgadas (76 mm) y 12,5 libras a una velocidad de salida de 2548 pies por segundo (777 m/s). Se desconoce su alcance máximo y su cadencia de disparo. El Triumph portaba 200 proyectiles por cada uno de estos cañones. El barco también montaba cuatro cañones Hotchkiss QF de 6 libras en las cofas, aunque fueron retirados entre 1906 y 1908.
El barco también estaba equipado con un par de tubos lanzatorpedos sumergidos de 17,7 pulgadas (449,6 mm), uno en cada costado. Estaban provistos de nueve torpedos.

### Blindaje

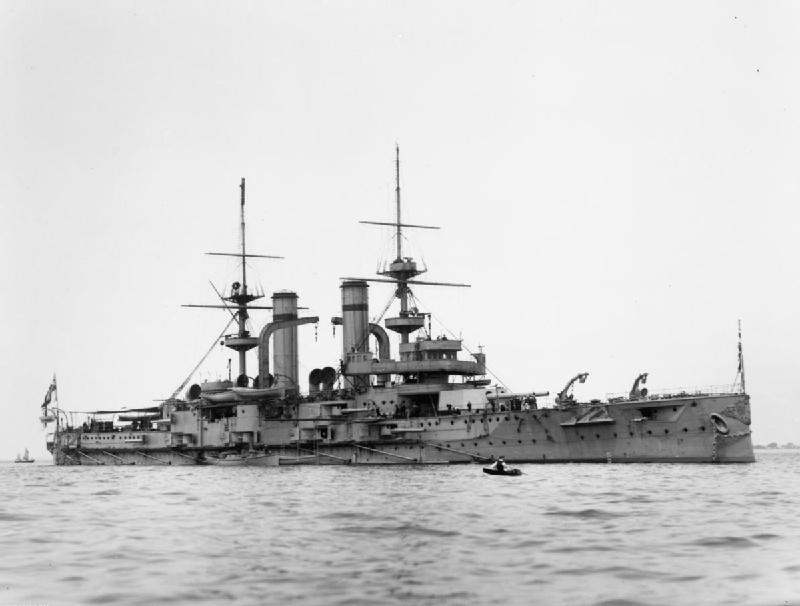
Imagen del HMS Triumph

El esquema de blindaje de los Swiftsure era más o menos comparable al de la clase Duncan. El cinturón principal de la línea de flotación estaba compuesto por un blindaje cementado Krupp de 7 pulgadas (178 mm) de espesor. Tenía 8 pies (2,4 m) de altura, de los cuales 5 pies y 3 pulgadas (1,6 m) quedaban por debajo de la línea de flotación con carga normal. A proa y popa de los mamparos oblicuos de 2 a 6 pulgadas (51 a 152 mm) que conectaban el blindaje del cinturón con las barbetas, el cinturón continuó, pero se redujo en grosor. Tenía 6 pulgadas de espesor a lo largo de las barbetas, pero se redujo a 2 pulgadas a proa y popa de las mismas. Continuaba hacia adelante hasta la proa y sostenía el ariete del barco. Continuaba a popa hasta el compartimiento del sistema de gobierno y terminaba en un mamparo transversal de 3 pulgadas (76 mm). La franja superior de blindaje de 7 pulgadas cubría el costado del barco entre la parte trasera de las barbetas hasta el nivel de la cubierta superior. Las casamatas de la cubierta superior también estaban protegidas por paredes de 7 pulgadas, cerradas por placas traseras de 3 pulgadas. Los cañones de 7,5 pulgadas en la cubierta principal estaban separados por pantallas de 1 pulgada (25 mm) con placas de 1⁄2 pulgadas (12,7 mm) que protegían las bocas de los embudos hacia su parte trasera. Un mamparo longitudinal de 1 pulgada dividía la batería por su línea central.
Las caras de la torreta tenían un grosor de 9 pulgadas (229 mm) y sus lados y parte trasera tenían un grosor de 8 pulgadas (203 mm). Sus techos tenían 2 pulgadas de espesor y la capucha de mira que protegía a los artilleros tenía 1,5 pulgadas (38 mm) de espesor. Sobre la cubierta superior, las barbetas tenían 10 pulgadas (254 mm) de espesor en sus caras y 8 pulgadas en la parte trasera. Por debajo de este nivel se redujeron a 3 y 2 pulgadas respectivamente. La torre de mando estaba protegida por 11 pulgadas (279 mm) de blindaje a proa y 8 pulgadas en su parte trasera. El blindaje de cubierta dentro de la ciudadela central variaba de 1 a 1 1⁄2 pulgadas de grosor. Fuera de la ciudadela, la cubierta inferior tenía 3 pulgadas de espesor y se inclinaba para encontrarse con el lado inferior del blindaje del cinturón.

## Historial

### Primeros años

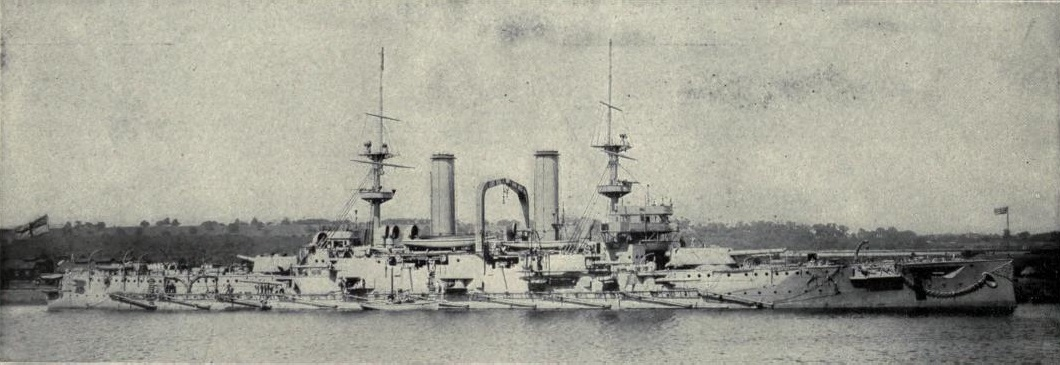
El HMS Triumph en 1911.

La construcción del buque fue solicitada por Chile como acorazado Libertad y puesto en grada por Vickers, Sons & Maxim en Barrow-in-Furness el 26 de febrero de 1902 y botado el 15 de enero de 1903, en acto presidido por la Sra. de Gana, esposa del Ministro Plenipotenciario chileno en el Reino Unido. En pleno proceso de completar el barco, fue adquirido por el Reino Unido el 3 de diciembre de 1903, siendo completado en junio de 1904 y fue dado de alta en el astillero de Chatham el 21 de junio de 1904 para el servicio en la Home Fleet. El 17 de septiembre de 1904, el barco fue alcanzado por el SS Siren en Pembroke Dock, sufriendo daños leves. Bajo una reorganización de la flota en enero de 1905, la Home Fleet se convirtió en la Flota del Canal. Chocó con su buque gemelo Swiftsure el 3 de junio de 1905 y sufrió daños en su proa. El Triumph recibió un breve reacondicionamiento en el astillero de Chatham en octubre de 1908 y fue transferido a la Flota del Mediterráneo el 26 de abril de 1909. El barco regresó a la Home Fleet en mayo de 1912. Fue transferido a la China Station el 28 de agosto de 1913 y fue puesto en reserva en Hong Kong hasta que fue movilizado en agosto de 1914 al comienzo de la Primera Guerra Mundial.

### Primera Guerra Mundial

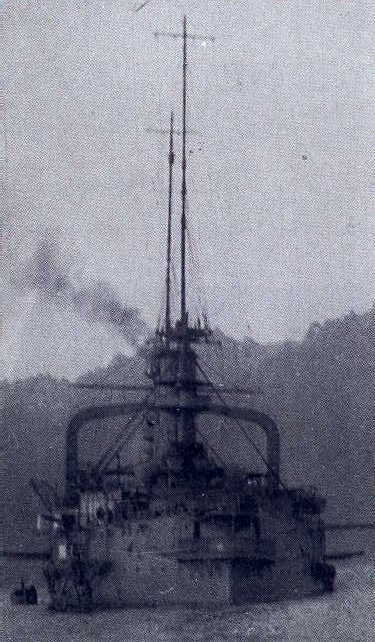
El Triumph bombardeando posiciones germanas en Tsingtao en octubre de 1914

El Triumph se volvió a poner en servicio utilizando las tripulaciones de cañoneras fluviales desmovilizadas, complementadas con dos oficiales, 100 marineros y seis señalizadores del Regimiento de Infantería Ligera "Duque de Cornualles", y estuvo listo para zarpar el 6 de agosto de 1914. El Triumph participó en operaciones frente a la colonia alemana de Tsingtao (actual Qingdao en China), a principios de agosto de 1914, con la intención de impedir que los barcos alemanes entraran o regresaran al puerto. El Triumph, junto con el crucero acorazado francés Dupleix, capturó el barco mercante alemán Senegambia, cargado de carbón y ganado, en la mañana del 21 de agosto. El Dupliex luego persiguió y finalmente capturó un segundo barco mercante, el C. Ferd Laeiz. Al atardecer del 21 de agosto, el Triumph capturó el barco mercante alemán Frisia, que también transportaba carbón y ganado. El 23 de agosto de 1914, fue incorporada a la Segunda Flota de la Armada Imperial Japonesa, y después de desembarcar a sus voluntarios del ejército en Weihai, participó en la campaña contra la colonia alemana en Tsingtao. En septiembre, el Triumph, junto con el destructor Usk, escoltó un convoy que transportaba tropas británicas para operaciones contra Qingdao, bombardeando posiciones alemanas hasta la captura de Qingdao por los japoneses. El Triumph fue alcanzado por un proyectil alemán durante un bombardeo el 14 de octubre, dañando un mástil, matando a un tripulante e hiriendo a dos más. Con Tsingtao ya en manos japonesas, el Triumph regresó a Hong Kong para efectuar reparaciones el 19 de noviembre de 1914.
Una vez finalizada su reparación en enero de 1915, el Triumph fue transferido a los Dardanelos para prestar servicio en la Batalla de Galípoli. El barco partió de su base en Hong Kong el 12 de enero y se detuvo en Suez del 7 al 12 de febrero antes de unirse al Escuadrón de los Dardanelos. El Triumph participó en el ataque inicial a los fuertes de entrada los días 18 y 19 de febrero, y se unió a los pre-dreadnoughts Albion y Cornwallis para utilizar su batería secundaria para silenciar el fuerte de Sedd el Bahr el 25 de febrero. El buque, junto con el Albion y el Majestic, fue el primer acorazado aliado en entrar en los estrechos otomanos durante la campaña, cuando llevaron a cabo el ataque inicial a los fuertes interiores el 26 de febrero. También participó en el ataque al Fuerte Dardania el 2 de marzo de 1915. Junto con su gemelo, el Swiftsure, fueron relevados brevemente de los Dardanelos el 5 de marzo para operaciones contra los fuertes en Esmirna y regresaron a los Dardanelos el 9 de marzo.
El parte oficial del Almirantazgo del 9 de marzo relataba lo siguiente con relación al buque en aquellos días:

«El día 5 el Triumph, el Occean [sic] y el Albion penetraron en el estrecho y atacaron el fuerte número 8 [Dardanus] y las baterías de Roca Blanca. Los morteros y las piezas de campaña de los fuertes contestaron.» [...]
Parte oficial del Almirantazgo británico del 9 de marzo de 1915

El Triumph participó en el ataque principal del 18 de marzo y bombardeó trincheras otomanas en Achi Baba el 15 de abril. En la noche del 18 de abril, uno de sus botes y otro del Majestic, ambos armados con torpedos, atacaron el submarino británico E15, que había quedado varado y expuesto al enemigo debajo de Fuerte de Dardania, siendo recuperado por fuerzas alemanas y otomanas; un torpedo del Majestic destruyó el submarino. 
Del periplo del Triumph aquel 18 de marzo, el parte oficial del Almirantazgo del día posterior relataba lo siguiente:

«A las diez y cuarenta y cinco minutos de la mañana, el Queen Elizabeth, el Agamennon, el HMS Inflexible y el Lord Nelson bombardearon los fuertes de Kilid-Bahr y Tchanak, mientras que el Triumph y el Prince George cañoneaban las baterías de Naher-Guyan, Deguirmen-Burn, Hamidié y Sultanié.»[...]
«A las doce y veintidós, el Suffren, el Gaulois, el Charlemagne y el Bouvet, se internaron en los Dardanelos y atacaron los fuertes de alcance pequeño, respondiéndoles vigorosamente los anteriormente citados de Kilid-Bahr y Tchanak.»
«Los diez acorazados aliados fueron alcanzados por los proyectiles enemigos, pero redujeron los fuertes al silencio.»
«A la una y veinticinco minutos de la tarde cesó el fuego en todos los frentes.»
«El Vengeance, el Irresistible, el Occean [sic], el Swiftsure y el Majestic se lanzaron hacia el interior del estrecho para reemplazar a los acorazados averiados.»
Parte oficial del Almirantazgo británico del 19 de marzo de 1915

El Triumph apoyó el desembarco principal de las fuerzas de Anzac en Gaba Tepe el 25 de abril y continuó haciéndolo hasta mayo.

### Pérdida del buque
El 25 de mayo de 1915, el Triumph estaba navegando frente a Gaba Tepe, disparando contra posiciones otomanas, con redes antitorpedos desplegadas y la mayoría de las puertas estancas cerradas, cuando avistó un periscopio submarino a unas 300 o 400 yardas (270 a 370 m) al través de estribor alrededor de las 12:30 horas. Pertenecía al U-Boot U-21 al mando del teniente Otto Hersing. El Triumph abrió fuego contra el objetivo, pero casi de inmediato fue alcanzado por un torpedo, que atravesó fácilmente su red antitorpedos, en su costado de estribor. Se produjo una tremenda explosión y el Triumph se escoró 10° a estribor. Mantuvo esa inclinación durante unos cinco minutos y luego aumentó a 30°. El destructor Chelmer evacuó a la mayor parte de su tripulación antes de volcar diez minutos después. Permaneció a flote boca abajo durante unos 30 minutos más y luego comenzó a hundirse lentamente en un lecho de unos 55 m (180 pies) de profundidad. Tres oficiales y 75 marineros fallecieron en el hundimiento.

## Pecio
En octubre de 2021, Turquía inauguró el Parque Subacuático Histórico de Galípoli, un museo submarino frente a Çanakkale accesible a los buceadores. El parque incluye una serie de pecios de barcos hundidos durante las campañas de los Dardanelos y Galípoli, incluidos el Triumph y el acorazado Majestic.